# Liga Futbolu Amerykańskiego 2 2018
La Liga Futbolu Amerykańskiego 2 2018 è la 1ª edizione del campionato di football americano di secondo livello, organizzato dalla Liga Futbolu Amerykańskiego in seguito alla scissione federale avvenuta alla fine del 2017.

## Squadre partecipanti
| Club                | Città          | Stadio | Sponsor ufficiale | Risultato nella stagione 2017 |
| ------------------- | -------------- | ------ | ----------------- | ----------------------------- |
| Bielawa Owls        | Bielawa        |        |                   |                               |
| Green Ducks Radom   | Radom          |        |                   |                               |
| Rzeszów Rockets     | Rzeszów        |        |                   |                               |
| Thunder Lions       | Rybnik/Gliwice |        |                   |                               |
| Towers Opole        | Opole          |        |                   |                               |
| Tytani Lublin       | Lublino        |        |                   |                               |
| Wataha Zielona Góra | Zielona Góra   |        |                   |                               |

## Stagione regolare

### Calendario

#### 1ª giornata
| Radom 8 aprile 2018, ore 14:00 | Green Ducks Radom | 24 – 8 referto | Tytani Lublin | Boisko przy XI LO |

#### 2ª giornata
| Lublino 14 aprile 2018, ore 15:00 | Tytani Lublin | 30 – 6 referto | Rzeszów Rockets | Stadion Budowlanych |

#### 3ª giornata
| 21 aprile 2018, ore 18:00 | Wataha Zielona Góra | 20 – 13 referto | Bielawa Owls |  |

| Opole 22 aprile 2018, ore 13:00 | Towers Opole | 55 – 7 referto | Thunder Lions | Stadion im. Opolskich Olimpijczyków |

#### 4ª giornata
| Rzeszów 29 aprile 2018, ore 15:00 | Rzeszów Rockets | 30 – 19 referto | Green Ducks Radom | Boczne Boisko Resovii |

#### 5ª giornata
| Rybnik 5 maggio 2018, ore 15:00 | Thunder Lions | 12 – 30 referto | Wataha Zielona Góra |  |

| 6 maggio 2018, ore 14:00 | Bielawa Owls | 24 – 34 referto | Towers Opole |  |

#### 6ª giornata
| Lublino 13 maggio 2018, ore 15:00 | Tytani Lublin | 24 – 14 referto | Green Ducks Radom | Stadion MOSiR |

#### 7ª giornata
| Opole 20 maggio 2018, ore 13:00 | Towers Opole | 30 – 42 referto | Wataha Zielona Góra | Stadion im. Opolskich Olimpijczyków |

#### 8ª giornata
| Rzeszów 26 maggio 2018, ore 19:00 | Rzeszów Rockets | 10 – 29 referto | Tytani Lublin | Boczne Boisko Resovii |

| 27 maggio 2018, ore 14:00 | Bielawa Owls | 21 – 0 referto | Thunder Lions |  |

#### 9ª giornata
| 3 giugno 2018, ore 14:30 | Green Ducks Radom | 26 – 9 referto | Rzeszów Rockets |  |

#### 10ª giornata
| 9 giugno 2018, ore 16:00 | Wataha Zielona Góra | 53 – 17 referto | Thunder Lions |  |

| Opole 10 giugno 2018, ore 13:00 | Towers Opole | 27 – 19 referto | Bielawa Owls | Stadion im. Opolskich Olimpijczyków |

#### 11ª giornata
| Rzeszów 16 giugno 2018, ore 16:00 | Rzeszów Rockets | 35 – 20 referto | Green Ducks Radom | Boczne Boisko Resovii |

#### 12ª giornata
| 23 giugno 2018, ore 12:00 | Green Ducks Radom | 20 – 13 referto | Tytani Lublin |  |

| 23 giugno 2018, ore 15:00 | Thunder Lions | 14 – 48 referto | Towers Opole |  |

| 24 giugno 2018, ore 14:00 | Bielawa Owls | 27 – 58 referto | Wataha Zielona Góra |  |

#### 13ª giornata
| 1º luglio 2018, ore 12:00 | Tytani Lublin | 10 – 9 referto | Rzeszów Rockets |  |

#### 14ª giornata
| 7 luglio 2018, ore 13:00 | Wataha Zielona Góra | 60 – 20 referto | Towers Opole |  |

| 7 luglio 2018, ore 15:00 | Thunder Lions | 26 – 30 referto | Bielawa Owls |  |

### Classifiche
Le classifiche della regular season sono le seguenti:
- PCT = percentuale di vittorie, G = partite giocate, V = partite vinte,  P = partite perse, PF = punti fatti, PS = punti subiti

#### Gruppo A
| Pos. | Squadra           | PCT  | G | V | P | PF  | PS  |
| ---- | ----------------- | ---- | - | - | - | --- | --- |
| 1    | Tytani Lublin     | .667 | 6 | 4 | 2 | 114 | 83  |
| 2    | Green Ducks Radom | .500 | 6 | 3 | 3 | 123 | 119 |
| 3    | Rzeszów Rockets   | .333 | 6 | 2 | 4 | 99  | 134 |

#### Gruppo B
| Pos. | Squadra             | PCT   | G | V | P | PF  | PS  |
| ---- | ------------------- | ----- | - | - | - | --- | --- |
| 1    | Wataha Zielona Góra | 1.000 | 6 | 6 | 0 | 263 | 119 |
| 2    | Towers Opole        | .667  | 6 | 4 | 2 | 214 | 166 |
| 3    | Bielawa Owls        | .333  | 6 | 2 | 4 | 134 | 165 |
| 4    | Thunder Lions       | .000  | 6 | 0 | 6 | 76  | 235 |

## Playoff

### Tabellone
|  | Semifinali | Semifinali          | Semifinali |              |    | I Finał LFA2        | I Finał LFA2 | I Finał LFA2 |  |
|  |            |                     |            |              |    |                     |              |              |  |
|  | 1B         | Wataha Zielona Góra | 50         |              |    |                     |              |              |  |
|  | 1B         | Wataha Zielona Góra | 50         |              |    |                     |              |              |  |
|  | 2A         | Green Ducks Radom   | 0          |              |    |                     |              |              |  |
|  | 2A         | Green Ducks Radom   | 0          |              | 1B | Wataha Zielona Góra | 20           |              |  |
|  |            |                     |            |              | 1B | Wataha Zielona Góra | 20           |              |  |
|  |            |                     | 2B         | Towers Opole | 43 |                     |              |              |  |
|  | 1A         | Tytani Lublin       | 2B         | Towers Opole | 43 | 28                  |              |              |  |
|  | 1A         | Tytani Lublin       |            |              |    |                     |              |              |  |
|  | 2B         | Towers Opole        | 41         |              |    |                     |              |              |  |

### Semifinali
| 28 luglio 2018, ore 13:00 | Wataha Zielona Góra | 50 – 0 referto | Green Ducks Radom |  |

| 28 luglio 2018, ore 15:00 | Tytani Lublin | 28 – 41 referto | Towers Opole |  |

### I Finał LFA2
| 4 agosto 2018, ore 13:00 | Wataha Zielona Góra | 20 – 43 referto | Towers Opole |  |

## I Finał LFA2
La I Finał LFA2 è stata disputata il 4 agosto 2018. L'incontro è stato vinto dai Towers Opole sui Wataha Zielona Góra con il risultato di 43 a 20.

## Verdetti
- Towers Opole Campioni della LFA2 2018